# EKF HÉSZ Gépszolg SE Eger
Az EKF-Eger-HÉSZ SE egy egri kosárlabda-klub.

## Történelem
Az eredetileg Salgótarjáni Fekete Sasok Egerbe költözése után alakult meg a klub 2003-ban, a Corret–Cad Eger utódja amely a Nógrád–Heves megyei bajnokságban szerepel.

## Eredmények
| Évad    | Név                  | Bajnokság | Helyezés |
| 2003/04 | Egri Fekete Sasok    | NB I/B.   | 1.       |
| 2004/05 | Egri Fekete Sasok    | NB I/A.   | 14.      |
| 2005/06 | Egri Fekete Sasok    | NB I/B.   | 15.      |
| 2006/07 | EKF Hész Gépszolg SE | NB II.    | 1.       |
| 2007/08 | EKF Hész Gépszolg SE | NB I/B.   | 4.       |
| 2008/09 | EKF Hész Gépszolg SE | NB I/B    | 5.       |
| 2009/10 | EKF Hész Gépszolg SE | NB I/B    | 8.       |
| 2010/11 | EKF-Eger-HÉSZ SE     | NB I/B    | 5.       |
| 2011/12 | EKF-Eger-HÉSZ SE     | NB I/B    |          |